# Amphicynodontidae
Amphicynodontidae є ймовірною кладою вимерлих арктоїдів. Різноманітні морфологічні дані пов'язують амфіцинодонтинів з ластоногими, оскільки ця група була напівводними видроподібними ссавцями. Інші морфологічні та деякі молекулярні аналізи підтверджують, що ведмеді є найближчими живими родичами ластоногих. Скам'янілості цих ссавців були знайдені в Європі, Північній Америці та Азії.